# ان نبات
ان نبات یک منطقهٔ مسکونی در یمن است که در استان صنعا واقع شده‌است.